# Temporada 1965 de Fórmula 1
La temporada 1965 de Fórmula 1 fou la setzena temporada de la història de la Fórmula 1. S'adjudicaven punts als sis primers llocs (9, 6, 4, 3, 2 i 1). Ja no es donen punts per la volta més ràpida. Per al recompte final del campionat només es tenien en compte els sis millors resultats dels deu possibles. També fou puntuable pel Campionat del món de constructors.

## Curses
| Rnd | Cursa                        | Data           | Circuit            | Pilot          | Equip          | Resultats |
| --- | ---------------------------- | -------------- | ------------------ | -------------- | -------------- | --------- |
| 1   | Gran Premi de Sud-àfrica     | 1 de gener     | Prince George      | Jim Clark      | Lotus - Climax | Resultats |
| 2   | Gran Premi de Mònaco         | 30 de maig     | Mònaco             | Graham Hill    | BRM            | Resultats |
| 3   | Gran Premi de Bèlgica        | 13 de juny     | Spa-Francorchamps  | Jim Clark      | Lotus - Climax | Resultats |
| 4   | Gran Premi de França         | 27 de juny     | Charade            | Jim Clark      | Lotus - Climax | Resultats |
| 5   | Gran Premi del Regne Unit    | 10 de juliol   | Silverstone        | Jim Clark      | Lotus - Climax | Resultats |
| 6   | Gran Premi d'Holanda         | 18 de juny     | Zandvoort          | Jim Clark      | Lotus - Climax | Resultats |
| 7   | Gran Premi d'Alemanya        | 1 d'agost      | Nürburgring        | Jim Clark      | Lotus - Climax | Resultats |
| 8   | Gran Premi d'Itàlia          | 12 de setembre | Monza              | Jackie Stewart | BRM            | Resultats |
| 9   | Gran Premi dels Estats Units | 3 d'octubre    | Watkins Glen       | Graham Hill    | BRM            | Resultats |
| 10  | Gran Premi de Mèxic          | 24 d'octubre   | Hermanos Rodríguez | Richie Ginther | Honda          | Resultats |

## Posició final del Campionat de constructors de 1965
| Pos. | Equip            | Punts |
| ---- | ---------------- | ----- |
| 1    | Lotus - Climax   | 54    |
| 2    | BRM              | 45    |
| 3    | Brabham - Climax | 27    |
| 4    | Ferrari          | 26    |
| 5    | Cooper - Climax  | 14    |
| 6    | Honda            | 11    |
| 7    | Brabham - BRM    | 5     |
| 8    | Lotus - BRM      | 2     |
| 9    | LDS - Alfa Romeo | 0     |
| 10   | LDS - Climax     | 0     |
| 11   | Cooper - Ford    | 0     |
| 12   | Alfa Romeo       | 0     |
| 13   | Brabham - Ford   | 0     |
| 14   | Lotus - Ford     | 0     |

## Posició final del Campionat de pilots de 1965
| Pos. | Pilot              | N° | País         | Punts | Victòries | Podis | Poles |
| ---- | ------------------ | -- | ------------ | ----- | --------- | ----- | ----- |
| 1    | Jim Clark          | 5  | Regne Unit   | 54    | 6         | 6     | 6     |
| 2    | Graham Hill        | 3  | Regne Unit   | 47    | 2         | 6     | 4     |
| 3    | Jackie Stewart     | 4  | Regne Unit   | 34    | 1         | 5     |       |
| 4    | Dan Gurney         | 8  | EUA          | 25    |           | 5     |       |
| 5    | John Surtees       | 8  | Regne Unit   | 17    |           | 3     |       |
| 6    | Lorenzo Bandini    | 2  | Itàlia       | 13    |           | 1     |       |
| 7    | Richie Ginther     | 11 | EUA          | 11    | 1         | 1     |       |
| 8    | Mike Spence        | 6  | Regne Unit   | 10    |           | 1     |       |
| 9    | Bruce McLaren      | 9  | Nova Zelanda | 10    |           | 1     |       |
| 10   | Jack Brabham       | 7  | Austràlia    | 9     |           | 1     |       |
| 11   | Denny Hulme        | 14 | Nova Zelanda | 5     |           |       |       |
| 12   | Jo Siffert         | 16 | Suïssa       | 5     |           |       |       |
| 13   | Jochen Rindt       | 10 | Àustria      | 4     |           |       |       |
| 14   | Pedro Rodríguez    | 14 | Mèxic        | 2     |           |       |       |
| 15   | Richard Attwood    | 21 | Regne Unit   | 2     |           |       |       |
| 16   | Ronnie Bucknum     | 12 | EUA          | 2     |           |       |       |
| 17   | Nino Vaccarella    | 6  | Itàlia       |       |           |       |       |
| 18   | Moises Solana      | 18 | Mèxic        |       |           |       |       |
| 19   | Trevor Blokdyk     | 28 | Sud-àfrica   |       |           |       |       |
| 20   | Paul Hawkins       | 22 | Austràlia    |       |           |       |       |
| 21   | Mike Hailwood      | 16 | Regne Unit   |       |           |       |       |
| 22   | Masten Gregory     | 48 | EUA          |       |           |       |       |
| 23   | Lucien Bianchi     | 27 | Bèlgica      |       |           |       |       |
| 24   | Roberto Bussinello | 50 | Itàlia       |       |           |       |       |
| 25   | Sam Tingle         | 25 | Zimbàbue     |       |           |       |       |
| 26   | Tony Maggs         | 15 | Sud-àfrica   |       |           |       |       |
| 27   | Peter de Klerk     | 20 | Sud-àfrica   |       |           |       |       |
| 28   | Doug Serrurier     | 21 | Sud-àfrica   |       |           |       |       |
| 29   | Neville Lederle    | 23 | Sud-àfrica   |       |           |       |       |
| 30   | John Rhodes        | 20 | Regne Unit   |       |           |       |       |
| 31   | Bob Anderson       | 18 | Regne Unit   |       |           |       |       |
| 32   | Bob Bondurant      | 22 | EUA          |       |           |       |       |
| 33   | Brausch Niemann    | 27 | Sud-àfrica   |       |           |       |       |
| 34   | Chris Amon         | 19 | Nova Zelanda |       |           |       |       |
| 35   | David Prophet      | 19 | Regne Unit   |       |           |       |       |
| 36   | Alan Rollinson     | 25 | Regne Unit   |       |           |       |       |
| 37   | Ernie Pieterse     | 22 | Sud-àfrica   |       |           |       |       |
| 38   | Ian Raby           | 24 | Regne Unit   |       |           |       |       |
| 39   | John Love          | 17 | Zimbàbue     |       |           |       |       |
| 40   | Jo Bonnier         | 15 | Suècia       |       |           |       |       |
| 41   | Jackie Pretorius   | 29 | Sud-àfrica   |       |           |       |       |
| 42   | Clive Puzey        | 24 | Zimbàbue     |       |           |       |       |
| 43   | Innes Ireland      | 38 | Regne Unit   |       |           |       |       |
| 44   | Frank Gardner      | 46 | Austràlia    |       |           |       |       |
| 45   | Giancarlo Baghetti | 10 | Itàlia       |       |           |       |       |
| 46   | Geki               | 28 | Itàlia       |       |           |       |       |
| 47   | Gerhard Mitter     | 3  | Alemanya     |       |           |       |       |